# Emma Igelström
Emma Igelström, née le 6 mars 1980 à Karlshamn, est une nageuse suédoise.

## Biographie
Elle a lutté depuis son plus jeune âge contre les troubles de l'alimentation, et en particulier la boulimie. En conséquence, elle a pris une pause en mars 2004, afin de faire un traitement au Löwenströmska Hospital, à Upplands Väsby, contre sa boulimie. Après avoir tenté un retour, elle a estimé que la natation n'était plus aussi drôle et elle a complètement cessé la compétition à l'été 2005.
Igelström exerce une activité dans le secteur bancaire et est parfois même commentateur sportif à la radio.

## Palmarès

### Championnats du monde de natation

#### En petit bassin
- Championnats du monde 2000
  -  Médaille d'or du relais 4 × 100 m 4 nages
- Championnats du monde 2002
  -  Médaille d'or du 50 m brasse
  -  Médaille d'or du 100 m brasse
  -  Médaille d'argent du 200 m brasse
  -  Médaille d'or du relais 4 × 100 m 4 nages

### Championnats d'Europe de natation

#### En grand bassin
- Championnats d'Europe 2000 à Helsinki
  -  Médaille d'or du relais 4 × 100 m 4 nages
- Championnats d'Europe 2002 à Berlin
  -  Médaille d'or du 50 m brasse
  -  Médaille d'or du 100 m brasse
  -  Médaille d'argent du relais 4 × 100 m 4 nages
  -  Médaille de bronze du 200 m brasse

#### En petit bassin
- Championnats d'Europe 1994 à Stavanger
  -  Médaille d'or du 50 m brasse
  -  Médaille de bronze du 4 × 50 m 4 nages
- Championnats d'Europe 2001 à Anvers
  -  Médaille d'or du 50 m brasse
  -  Médaille d'or du 4 × 50 m 4 nages
  -  Médaille de bronze du 200 m brasse
- Championnats d'Europe 2003 à Dublin
  -  Médaille d'argent du 50 m brasse